# 傅察

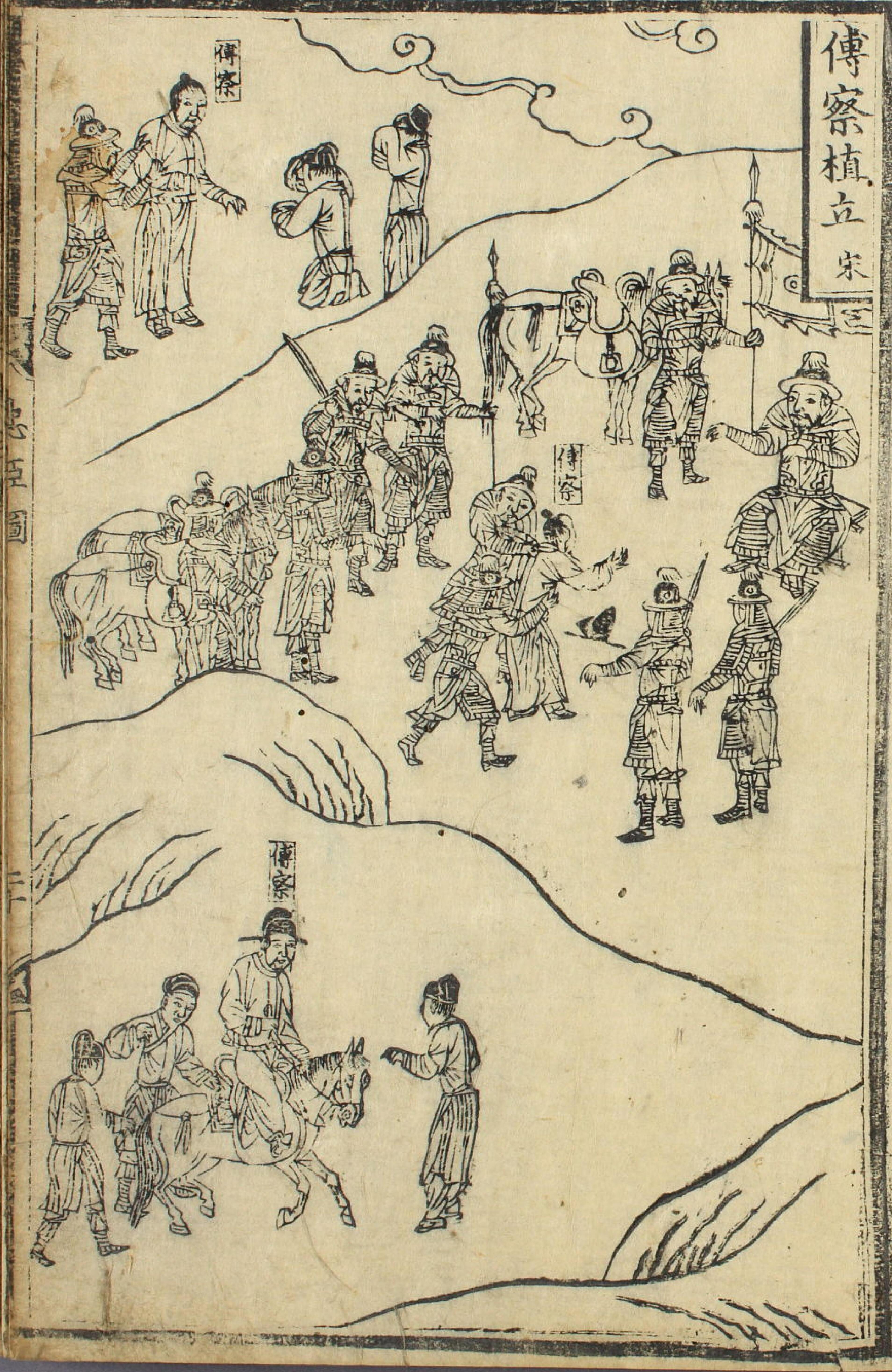
傅察植立

傅察（1089年—1125年），字公晦，孟州济源县人。北宋官员。
中书侍郎傅堯俞的從孫。生於宋哲宗元祐四年（1089年），自幼嗜学，崇宁五年（1106年）進士。蔡京闻其名，遣子蔡鯈往见，又想讓女兒嫁傅察為妻，被拒。历官青州司法参军、永平、淄川服丞，入朝为太常博士，累官吏部员外郎。宣和七年（1125年），充任接伴金国贺正旦使（派遣使节恭贺新春），道逢金國二太子斡离不，斡离不强令傅察下跪行禮，傅察不屈，二太子大怒，取隨扈手上大斧，猛击其胸，吐血而亡。有子傅自强、傅自得、傅自修，三兄弟为同榜进士。

## 延伸阅读
[在维基数据编辑]
 《宋史·卷446》，出自脱脱《宋史》
 在维基共享资源阅览影像